# Margaret Brown
Margaret Tobin Brown (Hannibal (Missouri), 18 juli 1867 - New York, 26 oktober 1932) was een Amerikaanse filantroop en activiste die bekendstaat als een heldhaftige overlevende van de RMS Titanic op 15 april 1912. Na haar dood herinnerde iedereen haar zich via de bijnaam The Unsinkable Molly Brown.

## Biografie

### Vroege leven en familie
Tobin was een van de zes kinderen van Ierse immigranten. Toen ze achttien jaar oud was, verhuisde ze naar Leadville met haar zus om daar te werken in een grootwarenhuis. Hier ontmoette ze James Joseph Brown. Ze werden verliefd en trouwden in 1886. Ze was altijd al van plan met een rijke man te trouwen, maar met J.J. was het volgens haar ware liefde.
Ook raakte ze rond deze tijd begaan met de rechten van vrouwen. Ze hielp onder andere met het vestigen van de National American Women's Suffrage Association. Ook stond ze in de keuken om voedsel te verschaffen aan de armen voor een lage prijs. Brown en haar man werden miljonairs toen J.J., die mijnwerker van beroep was, goud en koper vond.
In 1894 verhuisde de familie Brown naar Denver. Hierdoor kreeg de familie meer sociale mogelijkheden. Margaret werd een lid van de Denver's Woman Club. Dit hield in dat ze meewerkte aan het mogelijk maken dat vrouwen ook het onderwijs in mochten. In 1901 was ze de eerste vrouw die zich inschreef bij de Carnegie Institute in New York. Brown werd een bevoegde in de kunst en kon meerdere talen, waaronder Frans, Duits en Russisch, vloeiend spreken. Ze deed mee aan de verkiezingen voor het congres in 1909 en 1914 en verzamelde geld voor het bouwen van de Cathedral of the Immaculate Conception.
Ondanks haar succes, ging het huwelijk minder goed. J.J. en Margaret gingen in 1909 uit elkaar, maar hadden nog een hechte band tot zijn dood in 1922. Hun eerste kind, Lawrence Palmer Brown, werd geboren op 30 augustus 1887. Catherine Ellen Brown werd op 1 juli 1889 geboren.

### RMS Titanic

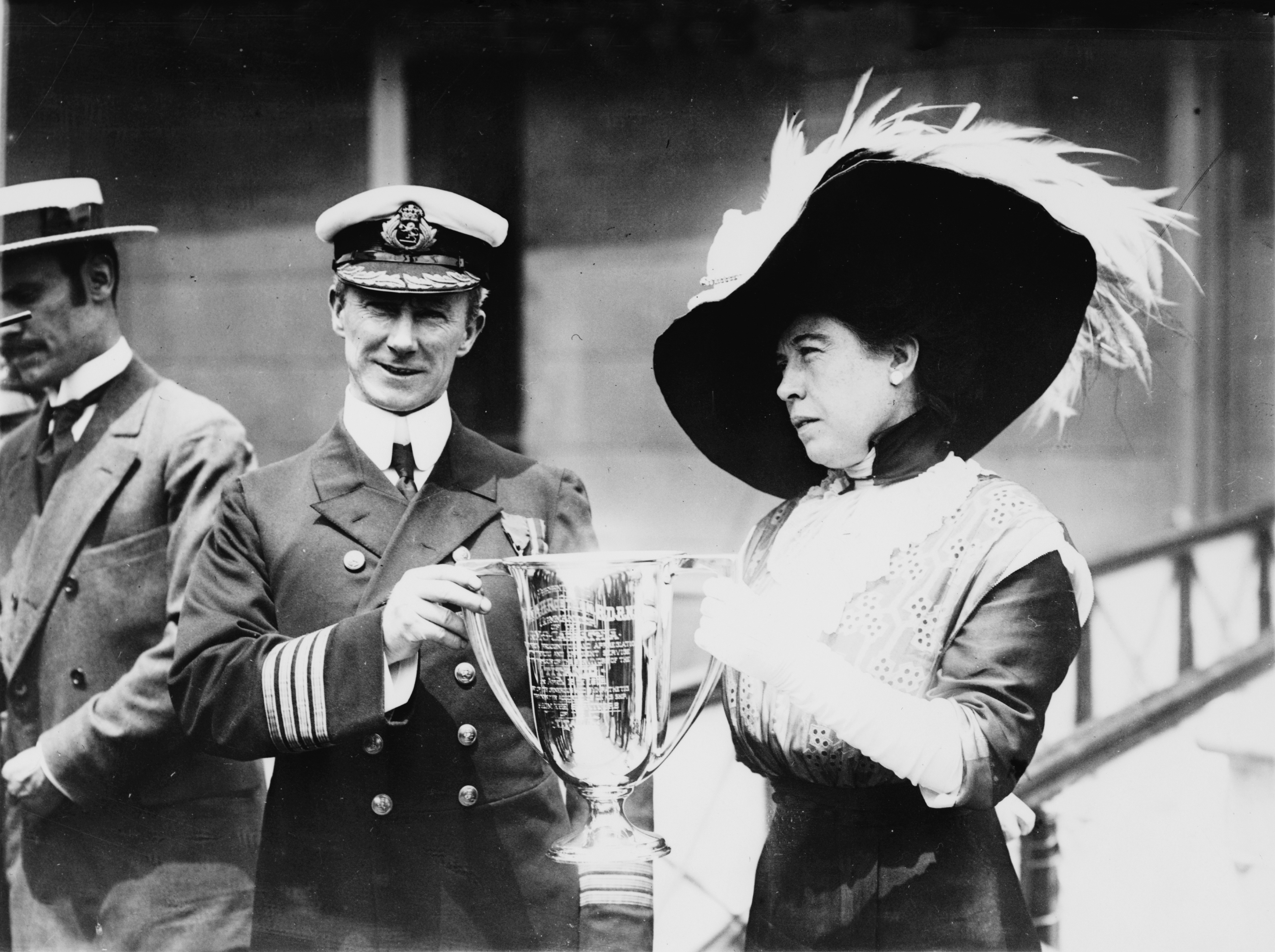
Margaret Brown overhandigt in mei 1912 aan de kapitein van de RMS Carpathia een herinneringstrofee

Margaret was met haar dochter op tour in Europa in april 1912. Toen ze erachter kwam dat haar kleinzoon Lawrence ernstig ziek was, boekte ze een reis op de Titanic.
Toen het schip zonk, hielp ze eerst vele andere passagiers in sloepen voordat ze zelf in een van de sloepen stapte. Zelf stapte ze in reddingsboot nummer 6. Eenmaal in deze sloep wilde ze terug naar de slachtoffers in het water om ze te redden. Ze werd tegengehouden door bemanningslid Robert Hichens.
Eens gered en aan boord van de RMS Carpathia, hielp ze mee een lijst te maken van de overlevenden. Ook zamelde ze geld in voor de overlevenden die al hun geld verloren hadden. Het lukte haar om tienduizend dollar in te zamelen. Later werd ze hiervoor bestempeld als heldin.

### Latere leven
Margaret Brown pakte al gauw de draad op als activiste. Ze hielp mee met het verzorgen van gewonde soldaten tijdens de Eerste Wereldoorlog. Vlak voor haar dood werd zij benoemd in het Franse Legioen van Eer. Ze stierf op 65-jarige leeftijd aan een hersentumor.

## Margaret Brown in de media
In de media werd Margaret later aangeprezen en kreeg, toch pas na haar dood, de bijnaam The Unsinkable Molly Brown. Er werden in de jaren 1960 zelfs een musical en film over haar gemaakt.
In andere films en media gebaseerd op de ramp werd ze door de volgende actrices gespeeld:
- Thelma Ritter (1953) (Titanic)
- Cloris Leachman (1957) (Telephone Time) ("The Unsinkable Molly Brown")
- Tucker McGuire (1958) (A Night to Remember)
- Tammy Grimes (1960) (The Unsinkable Molly Brown) (musical)[2][3]
- Debbie Reynolds (1964) (The Unsinkable Molly Brown)
- Cloris Leachman (1979) (S.O.S. Titanic) (TV movie)
- Fionnula Flanagan (1983) (Voyagers!) ("Voyagers of the Titanic")
- Marilu Henner (1996) (Titanic) (miniserie)
- Kathy Bates (1997) (Titanic)
- Morgan Hill (1998) (Titanic: Secrets Revealed) (documentaire)
- Judy Prestininzi (2003) (Ghosts of the Abyss) (documentaire)
- Judy Prestininzi (2005) (Last Mysteries of the Titanic) (documentaire)
- Linda Kash (2012) (Titanic) (televisieserie)
- Rosalind Blessed (2012) (Iceberg - Right Ahead!) (toneelstuk)